# Badagar
Badagar (vóór 670 - ?) was een Frankische edelman uit de zevende eeuw, en een van de weinige goederenbezitters uit het huidige Noord-Brabant, die uit die periode met naam bekend is. Hij bezat samen met zijn vrouw goederen en horigen in de plaatsen Deurne, Vlierden en Bakel, die in 721 als moederlijk erfdeel door hun zoon Herelaef aan bisschop Willibrord werden geschonken. Over het leven van Badagar is verder weinig overgeleverd.